# Cornelis Sluiters
Cornelis Martinus Sluiters (Hoogvliet, 16 juni 1878 – Monster, 28 april 1945) was een Nederlandse biljarter. Hij nam in de seizoenen 1928–1929 en 1930–1931 tweemaal deel aan de nationale kampioenschappen driebanden in de ereklasse.

## Deelname aan Nederlandse kampioenschappen in de Ereklasse
| Nr. | Kampioenschap        | Plaats   | Klassering | Alg. gemiddelde |
| --- | -------------------- | -------- | ---------- | --------------- |
| 1.  | Driebanden 1928–1929 | Den Haag | 6e         | 0,407           |
| 2.  | Driebanden 1930–1931 | Haarlem  | 6e         | 0,486           |